# Andechy
Andechy és un municipi francès situat al departament del Somme i a la regió dels Alts de França. L'any 2007 tenia 245 habitants.

## Demografia

### Població
El 2007 la població de fet d'Andechy era de 245 persones. Hi havia 91 famílies de les quals 23 eren unipersonals (15 homes vivint sols i 8 dones vivint soles), 30 parelles sense fills, 34 parelles amb fills i 4 famílies monoparentals amb fills.
La població ha evolucionat segons el següent gràfic:
Habitants censats

### Habitatges
El 2007 hi havia 110 habitatges, 95 eren l'habitatge principal de la família, 9 eren segones residències i 6 estaven desocupats. 106 eren cases i 4 eren apartaments. Dels 95 habitatges principals, 78 estaven ocupats pels seus propietaris i 17 estaven llogats i ocupats pels llogaters; 3 tenien dues cambres, 14 en tenien tres, 18 en tenien quatre i 60 en tenien cinc o més. 82 habitatges disposaven pel capbaix d'una plaça de pàrquing. A 36 habitatges hi havia un automòbil i a 54 n'hi havia dos o més.

### Piràmide de població
La piràmide de població per edats i sexe el 2009 era:
| Homes | Edats   | Dones |
| ----- | ------- | ----- |
| 0     | 95 o +  | 0     |
| 0     | 90 a 94 | 0     |
| 0     | 85 a 89 | 4     |
| 0     | 80 a 84 | 0     |
| 4     | 75 a 79 | 0     |
| 4     | 70 a 74 | 4     |
| 0     | 65 a 69 | 8     |
| 12    | 60 a 64 | 8     |
| 0     | 55 a 59 | 0     |
| 12    | 50 a 54 | 0     |
| 0     | 45 a 49 | 0     |
| 8     | 40 a 44 | 16    |
| 12    | 35 a 39 | 4     |
| 12    | 30 a 34 | 8     |
| 8     | 25 a 29 | 16    |
| 8     | 20 a 24 | 4     |
| 4     | 15 a 19 | 4     |
| 8     | 10 a 14 | 0     |
| 8     | 5 a 9   | 8     |
| 24    | 0 a 4   | 0     |

## Economia
El 2007 la població en edat de treballar era de 165 persones, 118 eren actives i 47 eren inactives. De les 118 persones actives 107 estaven ocupades (67 homes i 40 dones) i 12 estaven aturades (6 homes i 6 dones). De les 47 persones inactives 22 estaven jubilades, 8 estaven estudiant i 17 estaven classificades com a «altres inactius».

### Ingressos
El 2009 a Andechy hi havia 102 unitats fiscals que integraven 262,5 persones, la mediana anual d'ingressos fiscals per persona era de 18.044 €.

### Activitats econòmiques
Dels 9 establiments que hi havia el 2007, 1 era d'una empresa extractiva, 2 d'empreses de construcció, 5 d'empreses de comerç i reparació d'automòbils i 1 d'una empresa d'hostatgeria i restauració.
Els 2 serveis als particulars que hi havia el 2009 eren lampisteries.
L'any 2000 a Andechy hi havia 9 explotacions agrícoles.

## Equipaments sanitaris i escolars
El 2009 hi havia 1 escola elemental i 1 escola elemental integrada dins d'un grup escolar amb les comunes properes formant una escola dispersa.

## Poblacions més properes
El següent diagrama mostra les poblacions més properes.